# Milonga del fusilado
Milonga del fusilado es una canción protesta cuya letra fue compuesta por el poeta y periodista uruguayo Carlos María Gutiérrez (1926-1991) y la música por el también uruguayo, cantante, compositor y guitarrista José Luis Guerra (1943-2024).

## Historia
Surgió para denunciar el Golpe de Estado en Uruguay de 1973, el consiguiente advenimiento de la Dictadura militar (1973-1985) y la violenta represión de esta contra los Tupamaros. Toda ella juega emotivamente con la identidad colectiva de quien muere anónimamente sacrificado. La canción fue prohibida entonces, pero fue muy escuchada en y desde el exilio, se hizo popular y fue interpretada en primer lugar por Los Olimareños, y después por Jorge Cafrune, Quintín Cabrera y el anarquista José Carbajal, el Sabalero, entre muchos otros, constituyendo un himno para los  detenidos desaparecidos de las dictaduras hispanoamericanas de los años setenta del siglo XX a causa de la operación Cóndor. Muchas guerrillas la adoptaron como himno anónimo, pensando que la había compuesto un combatiente caído y sin nombre. Está compuesta en décimas espinelas.